# Fisión múltiple
La fisión múltiple o fusión múltiple, es un tipo de reproducción asexual, en donde una célula madre se divide de manera repentina o secuencial en fragmentos de células hijas llamados beocitos o nanocitos.
Contrario a la fisión binaria, la fisión múltiple no va acompañada de un aumento en el volumen citoplasmático, y cada ronda de división produce células descendientes secuencialmente más pequeñas, haciendo que las células se vean en arreglos de tamaños irregulares. Eventualmente la matriz extracelular se rasga y se liberan las células hijas o beocitos. Esto hace que este tipo de división sea más rápida a corto plazo a comparación con la fisión binaria. Aun no se sabe qué factores desencadenan este ciclo, pero las señales ambientales parecen tener un papel importante. Este proceso aun no se caracteriza a nivel genético o nivel molecular.
Los organismos que llevan a cabo la fisión múltiple incluyen cianobacterias del orden Pleurocapsales, algunas Proteobacterias como Bdellovibrio solo bajo ciertas condiciones especiales, las Actinobacterias como los Actinoplanes producen descendencia por fisión múltiple de filamentos dentro del esporangio.